# Sarothamnus albus
Sarothamnus albus là một loài thực vật có hoa trong họ Đậu. Loài này được (Lam.) Lainz miêu tả khoa học đầu tiên năm 1970.